# Santiago Calatrava
Santiago Calatrava (sinh ngày 28 tháng 7 năm 1951) là một kiến trúc sư người Tây Ban Nha nổi tiếng trên toàn thế giới vì chất thơ, vẻ đẹp hữu cơ giàu tính điêu khắc của kết cấu kiến trúc. Ông đã nhận được Huy chương vàng AIA.

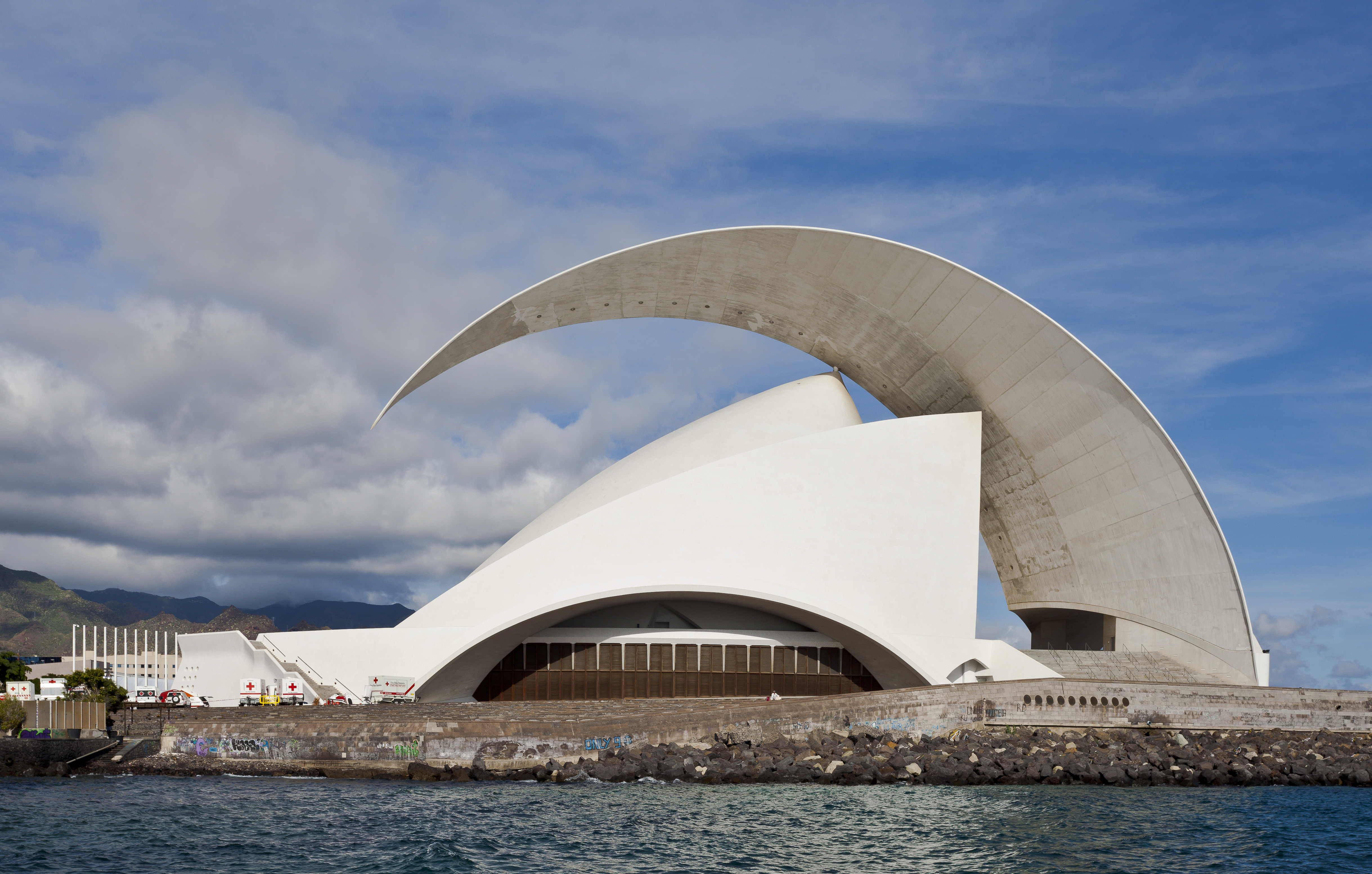
Auditorio de Tenerife
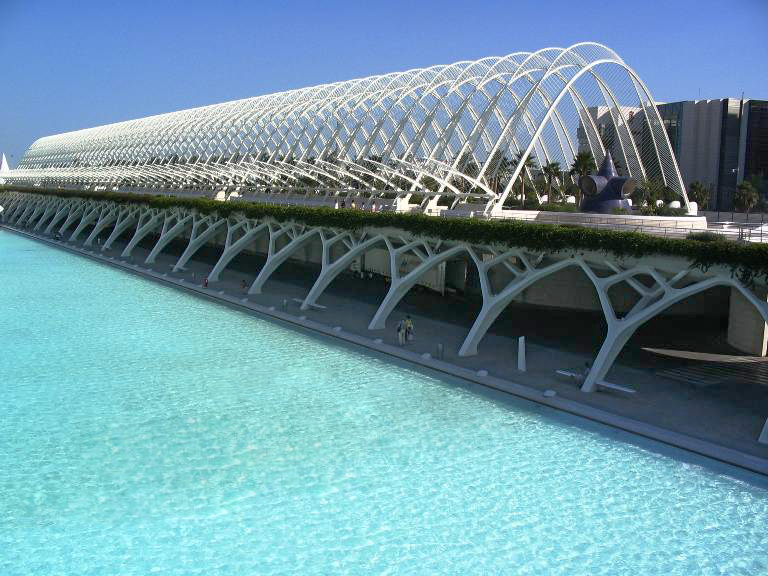
Kết cấu mái đặc biệt của Thành phố Nghệ thuật và khoa học
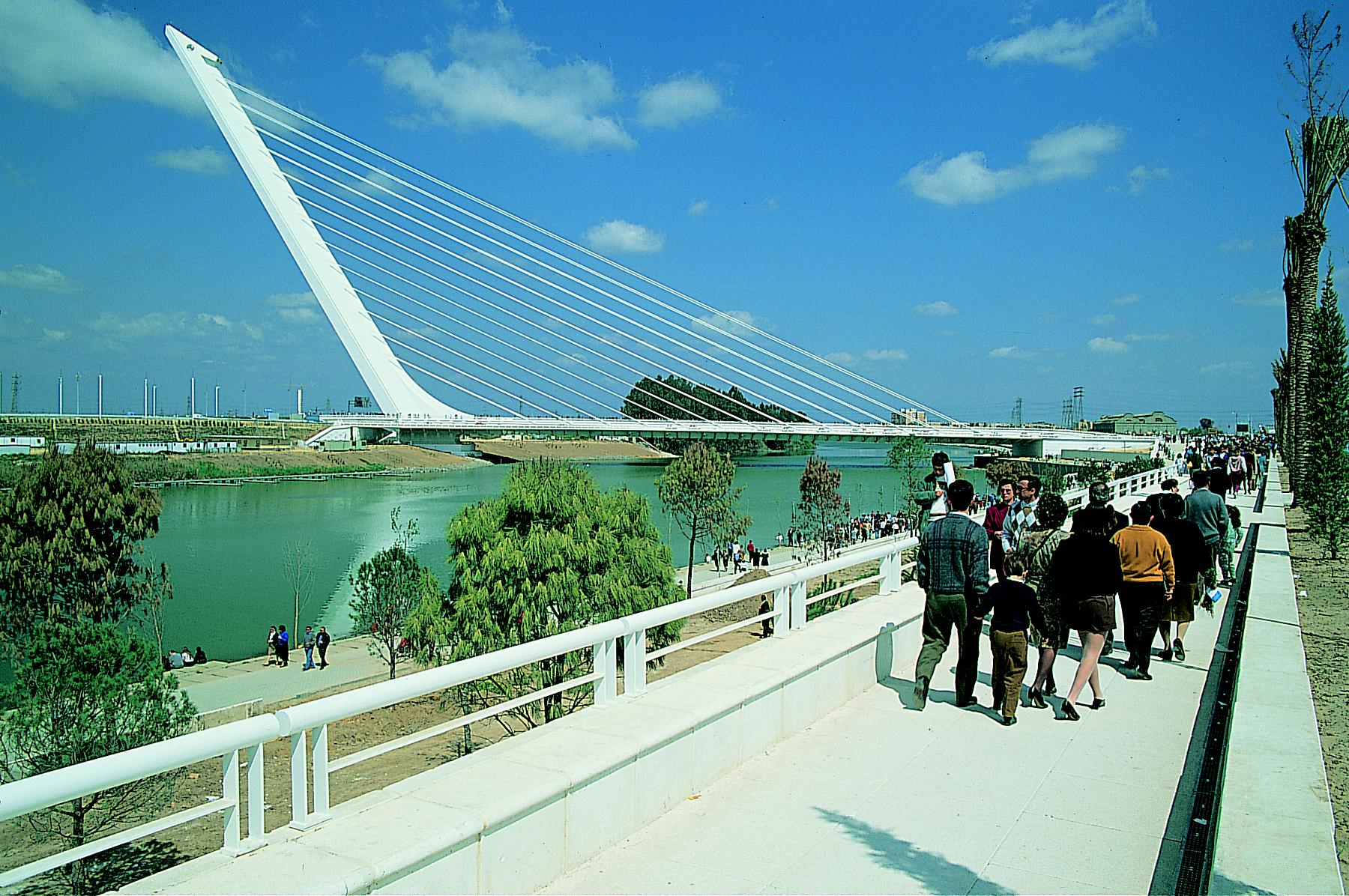
Puente del Alamillo
Tháp Fordham ở Chicago cao 115 tầng
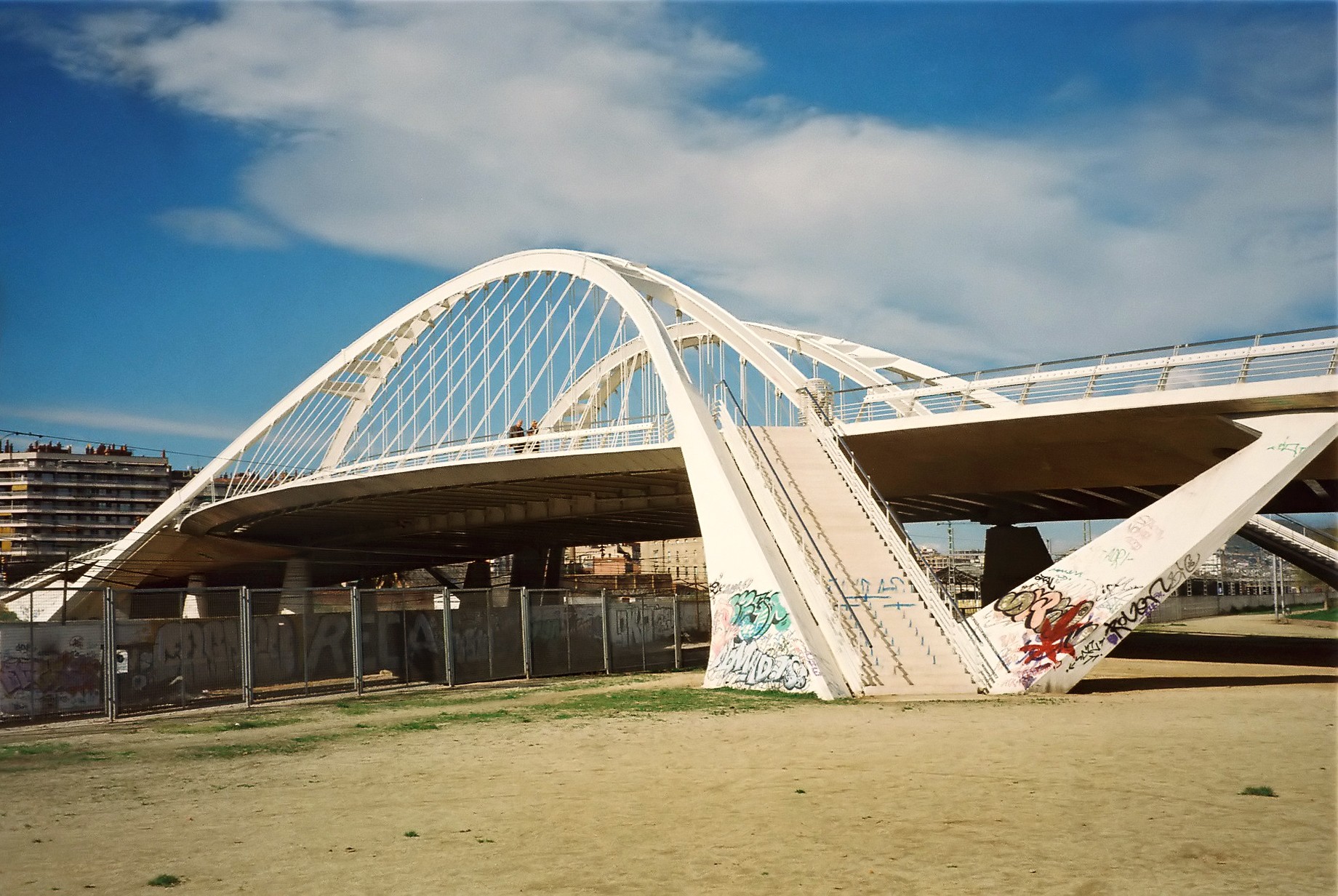
Bac de Roda, Barcelona